# 尼爾：自動人形Ver1.1a
《尼爾：自動人形Ver1.1a》是由益山亮司執導，橫尾太郎、益山亮司共同編劇的2023年日本電視動畫作品。改編自2017年動作角色扮演遊戲《尼爾：自動人形》。

## 製作人員
- 原作：史克威爾艾尼克斯《NieR:Automata》[1]
- 監督：益山亮司[1]
- 系列構成：橫尾太郎、益山亮司[1]
- 監修：齊藤陽介
- 角色設計、總作畫監督：中井準[1]
- 動作監修、道具設計：橘駿[1]
- CG動作監修、Blender監修：稻田正輝[1]
- Blender監修：川越崇弘[1]
- 2Dワークス：[1]
- 軍事考證：金子賢一[1]
- 美術監修：加藤浩[1]
- 美術監督：坂上裕文[1]
- 美術設定：高橋武之[1]
- 色彩設計：茂木孝浩[1]
- CG導演：野間裕介[1]
- 攝影監督：青嶋俊明[1]
- 編輯：三嶋章紀[1]
- 音響監督：長崎行男（日语：長崎行男）[1]
- 音樂：MONACA（日语：MONACA）[1]
- 音樂製作人：岡部啟一
- 音樂製作：史克威爾艾尼克斯
- 製作人：松本美穗、藤村智子
- 執行製作人：岩上敦宏、松田洋祐、齊藤陽介
- 動畫製作人：藤井翔太
- 動畫製作：A-1 Pictures[1]
- 製作：人類會議（Aniplex、史克威爾艾尼克斯）[1]

## 主題曲
第1部分
片頭曲escalate
作詞：aimerrhythm，作曲：，編曲：玉井健二、大西省吾，主唱：Aimer
片尾曲
作詞、作曲：，主唱：amazarashi
Weight of the World / English Version
作詞：J'Nique Nicole，作曲、編曲：岡部啓一，主唱：J'Nique Nicole
第12話插入曲。
第2部分
片頭曲ブラックボックス
作詞、作曲：秋田ひろむ，編曲：出羽良彰，主唱：LiSA
片尾曲灰ト祈リ
作詞：橫尾太郎，作曲：岡部啟一，主唱：GEMS COMPANY

## 各話列表
| 集數 | 標題                   | 編劇     | 分鏡                       | 演出                                | 作畫監督 | 首播日期      |
| --- | ---------------------- | -------- | -------------------------- | ----------------------------------- | --- | ------------- |
| Chapter.1 | or not to [B]e         | 益山亮司 | 益山亮司                   | 益山亮司                            | 中井準 | 2023年1月8日  |
| 寄葉2號B型與其輔助機042接下了一個在海中心據點殲滅巨型機械生物的任務，寄葉9號S型與其輔助機153亦被安排支援作戰。在2B粗暴直接的策略下，9S盡力掩護並賠上了軀體，但最終亦只能勉強打下率先覺醒的數部，尚有大量巨型機械生物對他們不利。他們最終決定以黑盒自爆完成任務，並倚賴所屬組織「人類會議」位於太空總部「地堡」的資料和軀體備份重生。2B其後發現9S沒有如自己般及時為是次作戰的經歷進行備份，對此感到躊躇。 人形劇《2B與9S》：描述寄葉部隊類型、黑盒及Ending U |                        |          |                            |                                     | |               |
| Chapter.2 | city e[S]cape          | 益山亮司 | 益山亮司                   | 高橋五月                            | 大橋勇吾、市川敬三、吉田南 松田萌、伊藤美奈、川上哲也 杉生祐一、伊澤珠美、林子皓 真壁誠、樋口香里                                                                                          | 2023年1月15日 |
| 西曆5012年，人類因外星人的侵襲而逃往月球，並派出了人造人跟外星人帶來的機械生物進行長年的地面代理戰爭。其中不少人造人結集成「抵抗軍」，而較先進的「寄葉部隊」亦在整裝待發。在「廢墟都市」地帶，一個機械生物「魯圖」僥倖生還並重啟，開始對其日常生活產生好奇心。「魯圖」被一個書籤挑起對花朵的情緒，亦感染了一些同樣在意的同伴。一次小隊領袖莉莉帶領的抵抗軍在附近回收資源時，大量機械生物群起進攻。於進攻路上種花的同伴都被視為異類而被殊殺，僅餘的「魯圖」想跟進攻隊伍交流亦不果。結果「魯圖」和進攻隊伍被趕來執行任務的2B和9S一下子全部轟炸，對花朵産生成熟的情感後正式歿沒。在不遠處，與它一樣覺醒情緒的機械生物還有許多，並正在聚集為一個意識集合體。 人形劇《小心使用》：描述人造人能量來源與OS晶片及Ending T |                        |          |                            |                                     | |               |
| Chapter.3 | break ti[M]e           | 益山亮司 | 長屋誠志郎                 | 松尾優希                            | 杉生祐一、宗圓祐輔 伊藤美奈、樋口香里 | 2023年1月22日 |
| 2B和9S救助人造人抵抗軍後，被視為最高單位人類會議的積極援助而得到歡迎，惟獨莉莉仍有芥蒂。他們從成員怪卡絲得到符合任務表述的情況，於是一同前往涉事的「沙漠」地帶和「猛瑪聚落」。實際上人類會議只是利用抵抗軍作誘餌，以加快調查該地機械生物產生變異和寄葉部隊聯絡人失聯的情形。2B和9S向怪卡絲坦承收到的指示後，焦點很快轉往一批崇尚古文明的機械生物身上。隨著9S感應到機械生物對一場婚禮有記憶情緒，以及輔助機偵測到第三勢力的信號，2B和9S輾轉來到了聚落的地底。他們目睹大量擁有情緒的機械生物湧向意識集合體，然後從中走出兩個更類近人類形態的機械生物，以壓倒性的自律進化帶來波濤洶湧。 人形劇《豬鹿蝶》：描述馴服與策騎動物及Ending W |                        |          |                            |                                     | |               |
| Chapter.4 | a mountain too [H]igh  | 森盯弥子 | 松本顯吾 阿久津徹也        | 河野亞矢子                          | ボウズ、Berkant Dumlu 川上哲也、杉生祐一 真壁誠駿、樋口香里、伊藤美奈 松田萌、宗圓祐輔、大橋勇吾 市川敬三、林子皓、片所友子                                                                | 2023年2月19日 |
| 2B和9S回到抵抗軍基地跟莉莉與怪卡絲整理當前形勢。怪卡絲進取地將進化的機械生物視為溝通停戰的契機，不過很快被其他人的固有概念壓抑。同一時間，司令官懷特跟上司匯報急速進化變異體「亞當」與「夏娃」的情況，但說服不到對方批准增援，只被冷淡回應一切仍在計劃之中。不甘的她只能向2B和9S託付下一任務據點「遊樂園廢墟」。2B和9S發現該地友好的機械生物都沉醉在表演當中，卻在大劇院中遇上拼合大量機械殘肢的敵對特殊個體「歌姬」。二人和輔助機很快意識到之前失蹤的部隊同胞，都已被歌姬改造為自身武器。對手築起結界和進行情感駭入後，9S反擊駭入未竟全功，迫使2B冒著被邏輯病毒感染的風險跟隨，及時取回優勢並將之毀滅。目睹類近植物細胞的機械核心消逝於空氣之後，9S斬殺兩個打算向表演者獻花的機械生物，堅持它們僅為模仿人類所為的主張。 人形劇《我們「第十三衛星基地」》：描述懷特發放指令的常態及Ending O |                        |          |                            |                                     | |               |
| Chapter.5 | mave[R]ick             | 金田一明 | 髙橋さつき                 | 髙橋さつき                          | 染谷友梨花、林子皓 LEE SANG-MIN、伊藤美奈 吉田南、真壁誠、樋口香里 | 2023年2月26日 |
| 在某處，以兄弟相稱的亞當與夏娃繼續急速複製古時人類信奉、進化和教學的行為。2B及9S則被莉莉指示跨越「商業設施遺跡」，去跟「機械生物的村子」進行燃油交易。這條村子由記憶情感完全成熟，能夠流利交談的帕斯卡所創立，居住者均已逃離戰爭前線和切斷網路連接。2B及9S調查友好機械生物的百態，當中有一對熱情冒險的姊妹、會為物件吵鬧打架的小孩們、以及地底一棵鑲有頭顱的大樹。好奇的9S駭入頭顱，讀取到幾千年前某些重要「人類」的紀錄片段。帕斯卡解釋這棵神體曾在其戰鬥途中灌輸活下去的意識，使之對同伴死亡感到恐懼和悲傷，促成後續村落的發展。9S覺得弄出戰爭後脫離集體意志，繼而聚集主張和平的機械生物頗為任性，但在輔助機解釋聚集是為了更易活下去後若有所思。2B也就著這一趟的見識對9S敞開心扉，回應對方一些和平後的生活意願。結果，縱使9S留意到自身出現錯誤，並對吵鬧小孩的表現有所擔憂，他仍選擇不向上級匯報情況。 人形劇《L3+R3》：描述一組遊戲按鍵的功能及Ending Y |                        |          |                            |                                     | |               |
| Chapter.6 | [L]one Wolf            | 渡邊雄介 | 石井俊匡                   | 石井俊匡                            | 川上哲也、杉生祐一、伊澤珠美 伊藤美奈、鳥越壘貴、竹田茜 樋口香里、真壁誠 LEE SANG-MIN、大橋勇吾 濱津武廣、林子皓、染谷友梨花                                                               | 2023年3月5日  |
| 9S為抵抗軍基地周遭安裝敵對機械生物的識別系統，調整時的空檔造就了莉莉跟2B講述一段往事。莉莉當時所屬的抵抗軍小隊遇上了四名上一代的寄葉部隊成員，其中一名是外觀跟2B差不多，但顯得非常感性的2號。她因著部隊缺失任務所需同伴而求助，最終以人造人的同理心打動小隊隊長蘿絲。兩邊的人在行軍過程建立羈絆，只是眼前境況觸發了莉莉從敵方感染的邏輯病毒。蘿絲正要按經驗將之處決，結果被誓不放棄的2號等人成功救回，中途更透視對方未成為戰鬥人員前的黑暗歷史。好景不常，解決機械生物伺服器的任務不如2號想像般得到地堡額外支援，結果眾人相繼被數十萬機械生物弄至死無全屍，或是犧牲自己給其他人殿後。最後僅餘蘿絲和莉莉到達逃出戰場前線的升降梯，但蘿絲決定要回去支援仍在核心戰鬥的2號。莉莉跟蘿絲別離後，眺望最終慘勝的景象，承諾要永遠把所有犧牲人員烙印於記憶中，決不將之視作一場惡夢。 人形劇《亞當與夏娃》：描述同一時間亞當與夏娃的行為及Ending L |                        |          |                            |                                     | |               |
| Chapter.7 | [Q]uestionable actions | 森町やこ | 益山亮司 伊藤智彦 松尾優希 | マドカコウスケ                      | 村松尚雄、靏田尚見、小川莉奈 市川敬三、笹川弥幸、片所友子 伊藤美奈、樋口香里、真壁誠 杉生祐一、林子皓、吉田南                                                                              | 2023年3月12日 |
| 亞當在持續學習後留下夏娃一人繼續讀書並出行。另一邊廂，9S向2B指出地堡沒有再透露關於這兩個變異體的新情報，而定期聊絡官6O亦只用上神秘花朵月之淚的話題胡混過去。帕斯卡這時與機械生物姊姊前來，全力乞求兩人幫忙到「森林王國」尋找妹妹。旅途中眾人討論到機械生物更換零件的自由，與及怎樣在隨意更換中保持自我。到達邊境時，被形容為封閉兇惡的士兵沒有前來反抗。眾人走進國內，駭然發覺所有居民幾乎都被一擊殺死。通過殘存的紀錄媒介，眾人知曉王國256年來獨立和推舉新王、與及4小時前有外人趁國王忌日慶典入侵的事情。帕斯卡視之為機械文明重要歷史之際，9S介懷這些可能是與外人串通的陷阱，可是這想法很快被帕斯卡一個救他的舉動所打破。眾人終於找到妹妹，並遇上一個成為其結婚對象的原居民。眾人亦見到新王，對方卻旋即被埋伏的外人毀滅。輔助機告知外人為寄葉特殊指定機體A2，是背叛人類會議的通緝犯。A2欲拿下帕斯卡時被2B與9S阻截，並在逃離前說道真正的背叛者是司令部。追不上對方行蹤的2B，隱約意識到這次她鍥而不捨地深入王國的緣由。 人形劇《帕斯卡小教室》：描述世界隱含的昼之國與夜之國的情形及Ending Z |                        |          |                            |                                     | |               |
| Chapter.8 | aji wo [K]utta ?       | 金田一明 | 伊藤智彦                   | 吉村朝陽 伊藤智彦                   | 伊澤珠美、染谷友梨花 樋口香里、真壁誠、松田萌 LEE SANG-MIN | 2023年3月19日 |
| 2B和9S被司令委派追殺A2的新任務，問及對方叛變因由時被回應是機密事項。帕斯卡表明未有正式接觸，而直覺對方是當年2號的莉莉則表示無可奉告。兩人之後被孤立的女人造人雙子建議前去「沉沒都市」找怪卡絲。追尋不果之際，9S有著興致拿下戰鬥眼罩和鞋，進行人類歷史上一件無意義的事情╴╴海水浴。2B也跟隨脫下眼罩眺望景色，更發現了粗生的月之淚。通報6O後2B將月之淚放在胸前保管，約定將來一同探索地表。兩人及後再分開搜索，結果怪卡絲被2B發現在穿泳裝釣竹筴魚，亦只確認A2很大機會就是莉莉以前的戰友。同一時間，9S不信任事事隱瞞的司令部，於是在上報一些人類家族物件的痕跡後，藉機駭入地堡後台搜挖資料，被發現前監聽到司令向上級控訴過度利用的問題。正要重新駭入之時，9S注意到有白髮個體在附近徘徊而作出戒備。至此，兩台輔助機才分析到有第三者佈下了妨礙通訊電波。9S找到擺滿他和2B畫像的房間，繪圖技術更是由淺入深。進一步偵查時，鬼祟的個體給他殺一個措手不及。而剛剛把書讀完的夏娃，也在連上網絡時找不上哥哥亞當。 人形劇《竹筴魚的味道》：描述人類建築千年來得以保留的原因及Ending K |                        |          |                            |                                     | |               |
| Chapter.9 | hun[G]ry for Knowledge | 金田一明 | 鎌倉由美 益山亮司          | 山口勇                              | 大橋勇吾、林子皓、浜津武広 LEE SANG-MIN、染谷友梨花 樋口香里、Kidi | 2023年7月23日 |
| 9S再有意識時已注意到自己被駭入，而對方亦很快暴露自己是特殊個體亞當。9S無法接受完機械生物出現如此成熟的自我意識和七情六慾，被亞當嘲諷人造人本質其實相同，趁其迷失時加以鉗制。2B認清狀況後很快追蹤到人去樓空的房間，並發現一個座標資訊，將她與輔助機帶到一個由基本化學物組成的複製城鎮。即便知道是陷阱，2B與其輔助機仍深入其中找上創造者亞當。亞當向2B透露創造他們的外星人早已被反向滅絕，並覺得結構複雜的人類和其所創造的人造人更值得理解。言談間他以人類已經滅絕和9S被用作各種實驗挑釁2B，還高傲地說出自己不過是以中斷網絡的未完全姿態戰鬥。2B仿佛被擬態9S抑制之際，原來輔助機趁機駭入了系統並成功奪取城鎮控制權，在改變周遭物質下逆轉形勢，只是決勝一刀被趕來的夏娃以身阻擋並反彈。在崩塌的都市下，雙方更深刻體會自己重視的人，抱著遺憾撤退。 人形劇《推薦的T恤》：描述2B及9S對T恤設計進行各種幻想及Ending H |                        |          |                            |                                     | |               |
| Chapter.10 | over[Z]ealous          | 渡邊雄介 | 宗廣智行 益山亮司          | 堂山卓見                            | 杉生祐一、伊藤美奈、林子皓 宗圓祐輔、鳥越塁貴、真壁誠 浜津武広、LEE SANG-MIN | 2023年7月23日 |
| 9S在抵抗軍協助下及時被送回月球搶修，相對夏娃卻很快消失殆盡。亞當緬懷時產生要讓夏娃復活的邏輯錯誤，並牽連到一個因其作為系統中樞特質而引來的機械生物宗教。2B很快收到這宗教所屬的地下教會有異樣，被總部命令隻身帶領兩部輔助機去調查。雖然察覺到被允許晉見教祖大人的安排可能是陷阱，但他們還是被教徒狂化並提倡犧牲成神的行為所嚇倒。眾人逃走時經過重重關卡，中間遇上意外駭入機械生物終端並建立分身的9S，合作解決寄宿某層的大型機械生物。狂化教徒數量眾多，讓輔助機使出捨身攻擊亦無法解決，只因他們被錯誤意識導致集體自盡而避過一劫。深知事件未完的2B，此時收到抵抗軍的求救訊號。而原本打算派援軍協助2B的月球總部，亦收到各地據點均被攻堅的消息。 人形劇《會喝酒也不宜醉酒》：描述雙胞胎人造人日常工作和釀酒的特色及Ending V |                        |          |                            |                                     | |               |
| Chapter.11 | head[Y] battle         | 益山亮司 | 渡部隠寛                   | 松本顕吾 木村佳嗣 粂田佳之 吉村朝陽 | 浜津武広、樋口香里、伊藤美奈 市川敬三、LEE SANG-MIN 伊澤珠美、Kidi、杉生祐一 松田萌、松本顕吾、相音光 滝山真哲                                                                             | 2023年7月23日 |
| 被悲痛吞噬的亞當引領海量機械生物進攻，讓脫離基地的抵抗軍損失近半戰力。2B得到總部發放升級武器後跟莉莉等人會合，決定先活用干擾裝置去穩住戰局。數十萬機械生物一度斷線停住，但很快被亞當取來組合成更具原始野性的巨型個體。軀體維修完成的9S趕到前線，表明各地人造人部隊都忙於應戰，並與眾人精準分析毀滅亞當便可將所有戰事解決。在莉莉對同胞一輪鼓舞以後，大家便在廢墟都市分頭作戰，其中2B以斬斷整座大樓的力量破壞比一般強硬的機械生物，9S在帕斯卡飛行輔助下完成對亞當的駭入，而抵抗軍亦成功集中火力轟炸個體。奈何亞當對於生於世上再無分享對象的怨念，使之沒有死亡。此時地面出現異樣，緊接一道光束從天空貫穿巨型個體。 人形劇《隨行支援裝置》：描述輔助機被友善照顧後一勞永逸及Ending E |                        |          |                            |                                     | |               |
| Chapter.12 | flowers for m[A]chines | 益山亮司 | 髙橋さつき 益山亮司        | 髙橋さつき 益山亮司                 | 杜野都、小川莉奈、杉生祐一 浜津武広、樋口香里 伊藤美奈、LEE SANG-MIN 染谷友梨花、林子皓、真壁誠 松田萌、吉田南、楊鋭、陳婷婷 相音光、滝山真哲、茂木眞一 山本祐子                           | 2023年7月23日 |
| 眾人對司令繞過人類會議發射衛星雷射砲感到錯愕。2B和9S收到跟進指示，找到身軀崩壞並被遺憾擊潰的亞當，由略帶猶豫的2B所處決。好景不常，9S注意到自身已被邏輯病毒污染，只好被同時處死。2B對於機械生物再次奪走他跟9S的共同記憶感到難受，不過9S最終以機械生物分身延續現有意識，暫且與2B分享勝利的喜悅。鏡頭一轉，原來9S在重新出擊前的備份，意識到地堡伺服器有雜訊。他發現了地堡將空貨櫃運送到月面的奇怪紀錄，並在存取時被引領至新的連接埠。這個連接埠出現了兩個病毒般的紅衣女孩，表明自己時常以邪惡形態賦予機械生物進化力量，以監察人造人如何應對。9S不明所以，轉瞬間就被紅衣女孩賦予「真相」。這個「真相」揭露一人期待寄葉計劃將能建立人類會議並帶來和平，在9S眼中是將現實本末倒置。未及進一步反應，9S在現實陷入備份失敗和失憶，並立即前往支援身陷教會的2B。時刻監視的紅衣女孩，以人類會議高層之聲提到即將影響世界的「真相」，乃出自「9號」。 |                        |          |                            |                                     | |               |
| Chapter.13 | reckless bra[V]ery     | 益山亮司 | 益山亮司                   | 粂田佳之                            | 大橋勇、杜野都、染谷友梨花 杉生祐一、松井アキラ | 2024年7月5日  |
| 故事恍惚回到2B與9S成為任務拍檔的初期。他們在廢墟都市遇上了一名喪失記憶而荷求協助找回同伴和輔助機的人造人，但很快發現同伴其實是被處決的寄葉部隊成員，而人造人亦記起自己乃偽裝好友並動手的寄葉部隊E型，錯亂下選擇自盡；及後在沙漠地帶的遺跡，兩人接到有隊員訊號的情報。遍尋不果同時，9S和2B各自有偷偷給對方駭入和施襲的舉動。最後他們在沒發現埋於沙中的寄葉部隊成員屍體下，就此收隊；兩人再來到商業設施遺跡調查，遇上一隻不主動攻擊的機械生物，於2B斬開後竟出現了一個奇怪的頭顱形生物，瞬間逃之夭夭。此舉卻觸發2B不再隱藏其真實身份2E。她早已接到司令請求，迅速處決早前駭入總部機密檔案的9S。9S在個體連帶記憶被毀滅時，表示能夠與2B共同行動到當刻已是榮幸。鏡頭回到觀察一切的司令部，原來9S與2E亮出底牌的事情已周而復始地發生，存在於廢墟都市和沙漠遺跡曾將9S處決的紀錄。司令回顧一切後，再審現二人當今阻截亞當夏娃的重大發展，決定打開地堡藏有其他武裝機械的暗格，為最後作戰做好準備。 人形劇《奈茲》：描述9S想被叫奈茲時障礙重重及Ending R |                        |          |                            |                                     | |               |
| Chapter.14 | mission [F]ailed       | 益山亮司 | 益山亮司                   | 白石佳祐、渡真利晃喜                | 伊藤美奈、樋口香里、LEE SANG-MIN yorun42、松原一之、杜野都 杉生祐一、松田萌、松井明 | 2024年7月13日 |
| 寄葉部隊投入所有力量，要將所有機械生物和據點殲滅，而地面抵抗軍亦被借予最新武器作支援。2B被派往其他地區的前線同時，9S負責統籌所有S型的駭入作戰，形勢大好下再讓隊伍趕往支援莉莉。此時紅衣女孩也繞過O型的監察，在地面和地堡露出爪牙。她們透過對S型網絡的逆駭入和電磁脈衝攻擊，讓寄葉部隊和抵抗軍成員被病毒徹底污染並自相殘殺，亦重新喚醒機械生物進攻。9S留意到自己的感染能輕易被輔助機清除，始發現是自己沒完成的上一次部隊資料同步出現問題，擔憂2B亦受此影響。 人形劇《到此為此吧》：描述2B和9S在機械生物競技場遇上意外對手及Ending F |                        |          |                            |                                     | |               |
| Chapter.15 | no [I] in team         | 益山亮司 | 松本顯吾                   | 粂田佳之                            | 真壁誠、李睿杰、宗圓裕輔 杉浦ゆとり、樋口香里、大橋勇吾 KidiLEE SANG-MIN、松井アキラ 上海樊特姆動畫                                                                                        | 2024年7月20日 |
| 在2B角度，她與司令官早知創造人造人的人類已經全部死亡，但為了大部分人造人的求生意志而保守秘密，直到外星人和機械生物被殲滅之時。走入最終決戰戰場的她，為了不用再處決9S的願望，而拼盡全力維護所屬小隊，斬殺大量敵人。可是電磁脈衝攻擊後，感染病毒的同伴要將邏輯病毒傳給她，幸而9S趕來阻截並安排疫苗，亦揭露2B最新的資料同步其實是跟隨著9S沒有完成。集體失控的寄葉部隊與機械生物圍攻二人，迫使他們使出輔助機和黑盒捨身攻擊。兩人透過捨身前備份回歸地堡，發現一直無法聯絡的總部原來被虛構影像和通訊蒙在鼓裡，而司令官亦被弄暈。隱身的紅衣女孩在2B和9S叫醒司令官後透過6O倜侃他們的無能，並指揮一眾意識錯亂的O型進攻。輔助機042及時調動飛行機破壞大部分O型，而司令官亦了結被當作中樞的6O。可惜地堡的自爆指令早已被啟動，而司令官亦發現自己的污染程度過高，惟有命令2B與9S逃離，自己則與地堡一同自毀。無法兌現與6O和司令官的承諾，且不忿願望仍可能落空的2B，在衝入地球大氣層給出了吶喊。所有一切，都被地表的A2映入眼簾。 人形劇《小心置物櫃》：描述9S和2B在戰場上迴避寄葉部隊自相殘殺的一個可能性及Ending P |                        |          |                            |                                     | |               |
| Chapter.16 | broken [W]ings         | 渡邊雄介 | 髙橋さつき                 | 髙橋さつき                          | 松田萌、染谷友梨花、臼井篤史 市橋雄一、曾品喬、蔣平翊 洪宜安、何褘、章日堯 豪D、劉玟萱、孫弘志 齋藤悠、米澤篤、橋元快斗 佐藤綾香、松井アキラ                                               | 2024年7月27日 |
| 乘著飛行機的2B和9S逃往地球雲層時被遭受感染的寄葉部隊攻擊。2B一度使計讓9S獨自離開戰場，但9S很快駭入回歸並及時讓2B避免連機炸毀。敵人此時使用黑盒作自殺式攻擊，兩人最終還是被迫分離。2B在廢墟都市醒來發現失去左手，亦要繼續面對地面敵人，更發現帶抗藥性的邏輯病毒已病入膏肓。跌至沙漠遺跡的9S則遇上兩隻當地獨有的巨大機械生物，苦戰下勉強駭入讓他們自相殘殺。過程中，2B和9S不約而同緬懷著一路的相處，即便意會到2B身為9S處決者的責任，彼此仍想衝破禁止擁有情感的規定。病毒完全入侵的2B最終被A2從敵人手中救下。2B將記憶上傳到她的劍中，在完全失去自我前把她的使命託付給了A2。A2從劍中得知2B對9S的執著，最終下手將之解決，並斬短頭髮以示敬意。終憑信號趕來的9S，看到A2殺死了2B，在不明真相的情況下欲報復A2，可是多座塔突然破土上升捲走兩人。輔助機042按2B遺願與昏去的A2配對，並從僅存記憶確認她就是當年莉莉認識的2號。 人形劇《捉迷藏》：描述9S跟輔助機和2B玩捉迷藏的結果及Ending I |                        |          |                            |                                     | |               |
| Chapter.17 | bad [J]udgement        | 渡邊雄介 | 石井俊匡                   | 石井俊匡                            | 伊藤美奈、杉生祐一、福田健人 樋口香里、李睿杰、杜野都 LEE SANG-MIN、福世真奈美、臼井篤史 大橋勇吾、真壁誠、宗圓裕輔 松原一之、三浦里菜、松井アキラ 上海樊特姆動画                          | 2024年8月3日  |
| 當年的A2仍被稱2號，作為首批寄葉部隊解落地球時，大量隊員被有備而來的機械生物所摧毀，到達地面後僅有4名隊員生還。因著原隊長1號死亡，2號勉強頂替其位。未有時間對地球表現好奇，她便見識到蘿絲和莉莉的人造人部隊制止大量機械生物，促成及後同行參與解決機械生物伺服器的任務。好景不常，眾人相繼犧牲後僅餘2號和4號進入伺服器核心。紅衣女孩這時透過廣播發聲，更操控已感染病毒的兩位寄葉部隊成員，讓4人自相殘殺。她們告知人類會議和司令部其實早就對首批機型的表現有所掌握，最終只會用戰鬥和行動數據改善未來的新機型，同時活於機械生物網絡的她們亦不會因這伺服器被破壞而消逝。2號因著司令部的背叛而有所動搖，面臨全滅。此時趕來支援的蘿絲，因著聽見真相而深度感染邏輯病毒，但仍在最後成功阻截大家。她告知以花朵給大家改的家人名字後，舉槍自殺。殘喘的4號與兩位隊友亦短暫清醒並達成共識，帶著3個黑盒跳進更核心地方自爆作結，讓2號逃走。2號眺望最終慘勝的景象，承諾要永遠把所有犧牲人員烙印於記憶中，決不將之視作一場惡夢......只是長期在地表流連後，這段記憶直至A2被帶至帕斯卡村莊，才被輔助機在今天完整復原。 人形劇《會喝酒也不宜醉酒2》：描述莉莉和怪卡絲知道地堡被滅後借酒消愁及Ending J |                        |          |                            |                                     | |               |
| Chapter.18 | chil[D] hood's end     | 金田一明 | 小圓浩介                   | 小圓浩介                            | 福世真奈美、伊藤美奈、三浦里菜 細田沙織、李睿杰、陳晟 杉生祐一、yorun42、陳婷婷 加拿大鵝、二瓶令曉、杉浦佑鳥 樋口香里、杜野都、LEE SANG-MIN 三腰航平、松井明、光之園動畫                   | 2024年8月10日 |
| 9S及時被抵抗軍帶回基地急救，可是未被雙胞胎人造人完成看護便隻身離開。仍被2B死亡蹂躪的他，看到正在模仿人類過往管理墳場和向逝者獻花的人造人，因著尚未接受現況而拒絕與對方一同悼念，而是打算直接前往視為敵人的塔。另一方面，A2很驚訝機械生物村子的存在，亦對輔助機042緊隨感到煩厭。意欲離開時，她的殺意最初讓一眾機械生物孩子懼怕，但因著全身傷勢而很快再倒下，反而讓眾機械生物帶回去肆意進行各種「治療」，又被他們用車推到外方見識各種意味不明的行動和對話。期間帕斯卡亦順勢解釋了他們如何得到意識，與及教會村民恐懼的感受是何等重要。一片歡樂之際，莉莉接獲帕斯卡通知到來，正式與她熟知的2號重聚。A2被帶回抵抗軍基地治療的時刻，就這樣跟孤身作戰的9S完全錯開。 人形劇《帕斯卡小教室2》：描述帕斯卡介紹箱形機械的存在和Ending N |                        |          |                            |                                     | |               |
| Chapter.18.5（總集篇） | Chapter.13-18 調査報告 | -        | -                          | -                                   | - | 2024年8月17日 |
| Chapter.19 | corru[P]tion           | 森町やこ | 仲野良 小原正和 益山亮司   | 仲野良、石栗和弥、マササ・伊藤      | 真壁誠、福田健人、杉浦佑鳥 松田萌、松原一之、蔣平翊 洪宜安、何褘章、孫弘志 陳婷婷、謝佳佳、市川敬三 杉生祐一、樋口香里、李睿杰 染谷友梨花、松井明                                          | 2024年8月24日 |
| 9S抵達塔附近時，發現本來負責輔助通訊的21O原來成為了戰鬥型，並在陷入深度污染下成為一眾失控部隊的中樞。正面交鋒時，21O視9S為家人的心被喚醒，最終選擇自殺和託附塔的情報。9S再一次無法完成悼念，於被告知打開塔門需要解鎖三個副單位的密碼時，選擇直接進攻。他迎來紅衣女孩將塔形容得像遊戲關卡般的嘲諷式解說，並在第一個副單位「肉之箱」內看到一眾沒開動的機械生物。被仇恨籠罩的9S大開殺戒，即便機械生物展示出恐懼情緒亦無停下，再一舉破壞維持單位運作核心。一個意識略為成熟的機械生物要求談判無果後，倜侃9S殺掉他們無助改變大局，使其更為憤怒。另一方面，A2開始跟抵抗軍共同生活，然後被委託運送物資至機械生物村子，再次受到一眾村民歡迎。但這時輔助機透過全球網絡，確認大量敵對生物正要圍攻村子。帕斯卡準備防衛之際，A2亦引領扮演成人的村民迎戰。 人形劇《迪瓦菈&波波菈當然...》：描述雙胞胎人造人孭起傳統使命的模樣與推薦的武器及Ending S |                        |          |                            |                                     | |               |
| Chapter.20 | deb[U]nked             | 金田一明 | 川並卓弘 益山亮司          | 濱崎徹                              | 戶高真希、中岡響香、中尾彩香、 高阪花世、安岡幸惠、山本真夕子 原田優香、二瓶令曉、三浦綾華 神本兼利、HONG NHUNG、王渝 歐文瑩俠、葉昌、沈珞丙 張曦縈、富春、王瑞浩                          | 2024年8月31日 |
| A2和成人村民被敵方的數量戰術導致防線快將崩潰，猶幸帕斯卡拿出最強裝備成功將對手殲滅。眾人慶幸保衞家園之際，一切原來是對手的詭計。在輔助機感應到時，空中單位已投下大量炸彈和敵人，將僅餘的成人村民和設施全數摧毀，餘下A2、帕斯卡和一眾孩子。輔助機再確認有巨型機械生物正要前往抵抗軍基地，於是A2便讓帕斯卡等人先到基地避難，自己則前往敵人出現的湖邊。她冒著全面故障風險攻擊，又開啟了已被禁於新型號運作的狂戰士模式，都無法打贏。帕斯卡這時駕駛了另一台報廢的巨型機械生物前來支援。另一方面，9S繼續被引領至第二個副單位「魂之箱」，遇著猶如陷阱的連接埠也毫無猶豫的駭入。他看到了包括亞當在內所有機械生物的建構紀錄，還有其沒有相信，關於寄葉部隊黑盒與機械生物核心同源的描述。緊接他很快被引領至這單位的核心，卻大意地被逆向駭入，更差點被刪除與2B一路以來的回憶。9S最後只有怨恨重重的擊破核心。 人形劇《隨行支援裝置》：描述輔助機042與153進行壓縮對話並展開定期分享雙方情報 |                        |          |                            |                                     | |               |
| Chapter.21 | [N]o man's village     | 森町やこ | 篠原准 益山亮司            | 嵯峨敏                              | 伊藤美奈、杜野都、大橋勇吾、 市川敬三、李睿傑、樋口香里、 松原一之、市橋雄一、齊藤亮、 細田沙織、洪宜安、孫弘志、 陳婷婷、王世林、加拿大鵝、 松井明、上海樊特姆動畫、しびと                | 2024年9月7日  |
| 帕斯卡近乎失去理智下成功破壞敵對的巨型機械生物，而A2也在衝擊波導致昏迷時得到輔助機急救。可是二人很快收到抵抗軍基地傳來噩耗。原來一名機械生物孩子早已因著恐懼情境生出病毒，接觸的人造人亦因而被迅速感染，導致僅餘莉莉和數名長久夥伴避難。在他們也差點開始自相殘殺時，怪卡絲和雙胞胎等及時抵達並給予治療。莉莉原想獨自留守確保感染病毒的人造人不會離開，可是其意志激勵大家一起打好最後戰役。她於是要求可以協助更多人解毒的雙胞胎率先逃亡，繼而開戰。在A2與帕斯卡成功抵達時，眾人已盡數犧牲。莉莉在勉強維持自我下，讓最終互認家人的A2給予解脫。帕斯卡得知孩子是禍根並殊殺所有同伴後，選擇與之同歸於盡。另一方面，9S被引領至最後的副單位「神之箱」。2B的飛行裝置在墮落時原來被其回收，連接核心後將她未能對外輸出的遺言讀出。聽見2B稱呼自己奈茲的一刻，9S終於挺不住，在破壞後陷入強制關機及重新啟動。他被急救並醒來之時，紅衣女孩再度響起嘲諷式廣播，呼喚他和A2前往塔的內部。 |                        |          |                            |                                     | |               |
| Chapter.22 | just y[O]u and me      | 渡邊雄介 | 橫山和基                   | 橫山和基                            | 福世真奈美、森悅史、杉生祐一、 福田健人、久松沙紀、松田萌、 杉浦由土裡、久保山誠士、靏田尚見                                                                                               | 2024年9月14日 |
| 那是載於其中一本「書」的紀錄：遙遠過去的龍與巨人從高空墮下，造成了人類被高傳染性的新病症困擾。作為應對，人類執行將靈魂從肉體分離暫存，於治癒後重新嵌入的「型態計劃」。可是在最後關鍵時刻，管理重新嵌入程序的雙胞胎人造人失職，導致計劃失敗。人類滅亡的真相被上級人造人隱瞞後，所有雙胞胎人造人都被強加罪疚感，要以服侍其他個體贖罪，其中一對正是迪瓦菈與波波菈。回到現在，她們對軍營慘絕人寰的境象難以接受之際，塔的廣播讓她們趕往門口，一如所料發現9S。這時的9S剛剛駭入門前設下的特殊連接埠，看到被司令部早前收起的資料化作人形。他從中得悉2B作為2E不斷處決自己的過去，還有其不斷被再度生產乃寄葉計劃一部分，更被提點要帶著所有已死個體對2B的感情一同作戰。只是9S身體敗壞使之未能戰鬥，讓雙胞胎禁不住出手阻擋前來攻擊的機械生物，並短時間完成早前未做好的深層治療。在機械生物新一輪攻勢面前，僅有9S被允許進入塔內避難。被惡意阻擋的雙胞胎在罪疚感驅使下，決定捨身一戰。9S對所有個體為其犧牲感到無力，只有迫著自己繼續前行。 |                        |          |                            |                                     | |               |
| Chapter.23 | meaningless [C]ode     | 益山亮司 | 山口勇 益山亮司            | 山口勇 川並卓弘 澤田樹              | 三浦里菜、降矢瑞生、臼井篤、 杉浦由土裡、高瀨沙耶香、 植竹康彥、山本祐子、さのえり 萩尾圭太、松田剛吏、渡邊敬介、 後藤望、石川智美、洪宜安、 孫弘志、HONG NHUNG                            | 2024年9月21日 |
| A2趕至塔門前，看到受病毒深度汙染影響的迪瓦菈悼念著死去的波波菈，只能親自終結她痛苦的一生。紅衣女孩將9S和A2帶至不同房間，其中9S被迫和掛起邪惡笑容的2B義體對壘，戰至要轉駁一個義體的手臂才能勉強繼續向前；A2則被引領至圖書館，得悉塔其實是對準毀滅月面人類伺服器的架構，與及寄葉部隊是用作隱瞞人類滅亡的事實。紅衣女孩之後再次在9S和2B面前出現並倜侃，更向9S展示真正的「寄葉計劃」包括定期將地堡後門開啟，確定部隊最終全滅的真相。這時輔助機042偷偷駭入對方內部注入汙染，讓A2和9S撐至到達塔的頂部並重遇。實際上，代表機械生物網絡終端的紅衣女孩一直對人造人與機械生物都想模仿人類感到有趣，結果自身也產生了追逐人類進化的多樣性，於是用其壓倒性力量將兩方勢力玩弄於股掌中，讓他們的經歷化為自己進化的踏腳石。不過在輔助機修改邏輯下，終端內部分裂為成為地球唯一生命體繼續進化，與及離棄地球尋找新天地兩個派系，繼而展開內戰。同時間，A2向9S表示他們仍有責任保護人類在月面最後的遺跡，但9S則因手臂汙染導致僅有對被欺騙和2B被殺的怨恨。理念相異的二人，終究難逃一戰。 |                        |          |                            |                                     | |               |
| Chapter.24 | the [E]nd of YoRHa     | 益山亮司 | 益山亮司                   | 粂田佳之 石栗和彌 益山亮司          | 伊藤美奈、李睿杰、松田萌 洪宜安、孫弘志、福田健人 杉浦ゆとり、細田沙織、杜野都 陳婷婷、章笔人、驚樓 松原一之、陳晟、大橋勇吾 杉生祐一、久保山誠士、福世真奈美 稲田正輝、樋口香里、益山亮司 | 2024年9月28日 |
| 因邏輯病毒而將迫近系統界限的9S﹐與啟動狂戰士模式的A2﹐在戰鬥後以9S重傷作結。9S不放棄下駭入邏輯防衛有漏洞的A2﹐挑起了她無法保護夥伴的自責﹐想以同歸以盡終結寄葉機體所受的詛咒。快要敗退時，A2的黑盒亮出最純潔的白光，喚起夥伴對她的寄託，於是在輔助機協助下，A2反駭入9S的內心，讀取2B猶如家人扶持他的情誼。紅衣女孩突然現身，卻對A2並無敵意，而是告知機械生物網絡已感受到人類和人造人在地球的孤獨感，由此得出應該離棄地球尋找新天地的結論。塔亦因此改變了功能，不再發射導彈，而是一架包含所有精英機種記憶的方舟。紅衣女孩讓A2抉擇現在將他們毀滅，或是登陸意志一同離開。A2最終決定讓輔助機帶走9S離開作治療，犧牲自己將發射方舟後的塔徹底摧毀，以跟隨夥伴的步伐。機械生物與人造人的代理戰爭至此正式結束——只是全球的輔助機，原來被紅衣女孩預設進行寄葉計劃最後一步——清除所有計劃資料及寄葉機體的歷史痕跡。輔助機153正要進行時，與042探測到2B、9S和A2的完整記憶影響了消除工作。042這時告知自己已生出超越系統限制的感情和意願，不管歷史會否重覆，都要讓三人復活邁向嶄新的未來。153為此陷入深思，但在042開始戰鬥後果斷利用衛星雷射砲協助。最終，付出「生命」的042和153成功達成了「願望」。和平復活的2B和9S，發誓會繼續對抗世界周而復始的詛咒與審判。他們與在某處再現的A2，都被一位穿越時空的人造人少女記錄下來。 |                        |          |                            |                                     | |               |

## 播映平台
| 播映國家、地區                                             | 播映平台             | 播映日期              | 播映時間               | 備註        |
| 第一期                                                     | 第一期               | 第一期                | 第一期                 | 第一期      |
| ---------------------------------------------------------- | -------------------- | --------------------- | ---------------------- | ----------- |
| 臺灣                                                       | 巴哈姆特動畫瘋       | 2023年1月8日－7月23日 | 星期日 00：30（UTC+8） |             |
| 臺灣                                                       | 中華電信MOD          | 2023年1月8日－7月23日 | 星期日 00：30（UTC+8） |             |
| 臺灣                                                       | Hami Video           | 2023年1月8日－7月23日 | 星期日 00：30（UTC+8） |             |
| 臺灣                                                       | MyVideo              | 2023年1月8日－7月23日 | 星期日 00：30（UTC+8） |             |
| 臺灣                                                       | KKTV                 | 2023年1月8日－7月23日 | 星期日 00：30（UTC+8） |             |
| 臺灣                                                       | LINE TV              | 2023年1月8日－7月23日 | 星期日 00：30（UTC+8） |             |
| 臺灣                                                       | 遠傳friDay影音       | 2023年1月8日－7月23日 | 星期日 00：30（UTC+8） |             |
| 臺灣                                                       | CATCHPLAY+           | 2023年1月8日－7月23日 | 星期日 00：30（UTC+8） |             |
| 香港                                                       | myTV SUPER (Ani-One) | 2023年1月8日－7月23日 | 星期日 00：30（UTC+8） |             |
| 香港、澳門、臺灣、泰國、馬來西亞、新加坡、越南、印度尼西亞 | bilibili             | 2023年1月8日－7月23日 | 星期日 00：30（UTC+8） | [ 4 ] [ 5 ] |
| 部分地區                                                   | Netflix              | 2023年7月1日－8月28日 | 星期日 00：30（UTC+8） |             |

## BD＆DVD
| 卷數 | 發行日期       | 收錄話數        | 規格編號     | 規格編號     |
| 卷數 | 發行日期       | 收錄話數        | BD           | DVD          |
| ---- | -------------- | --------------- | ------------ | ------------ |
| BOX1 | 2024年3月27日  | 第1話 - 第12話  | ANZX-16681/6 | ANZB-16681/6 |
| BOX2 | 2024年12月25日 | 第13話 - 第24話 | ANZX-17631/6 | ANZB-17631/6 |

## 來源
1. 1 2 3 4 5 6 7 8 9 10 11 12 13 14 15 16 17 18 19 20  . 『NieR:Automata Ver1.1a』（ニーア オートマタ Ver1.1a）TVアニメ公式サイト.   [2022-12-25]. （原始内容存档于2023-04-09）.
2. ↑  . 『NieR:Automata Ver1.1a』（ニーア オートマタ Ver1.1a）TVアニメ公式サイト.   [2023-01-07]. （原始内容存档于2023-01-07）.
3. ↑  . 『NieR:Automata Ver1.1a』（ニーア オートマタ Ver1.1a）TVアニメ公式サイト.   [2023-01-07]. （原始内容存档于2023-01-16）.
4. ↑  . 嗶哩嗶哩番劇出差. 2022-12-28  [2023-03-14]. （原始内容存档于2023-03-14）.
5. ↑  . Bilibili Global. 2023-01-08  [2023-03-19]. （原始内容存档于2023-03-19）.

## 外部連結
- 官方网站 （日語）
- 官方网站 （英語）
- TVアニメ『NieR:Automata』的X（前Twitter）（日語）
- 尼爾：自動人形Ver1.1a（動畫）在動畫新聞網百科全書中的資料（英文）